# Jornada de las Tejas
La Jornada de las Tejas (Journée des Tuiles) fue un acontecimiento que tuvo lugar en la ciudad francesa de Grenoble el 7 de junio de 1788. Se trata de uno de los primeros disturbios que precedieron a la Revolución francesa y es señalado por algunos historiadores como el inicio de la misma. Recibe el nombre debido al lanzamiento de tejas contra los soldados durante el disturbio. 
El evento se sitúa en el contexto de los conflictos surgidos entre las instituciones del Antiguo Régimen ante los intentos de reforma de ministros del rey Luis XVI como Lamoignon de Malesherbes o Loménie de Brienne.

## Contexto
Grenoble fue el escenario de disturbios populares debido a las dificultades financieras como consecuencia de la crisis económica. A pesar de que las causas que originaron la Revolución francesa tuvieron efecto en toda Francia, en Grenoble la situación había llegado a un punto crítico.
Los disturbios se produjeron como consecuencia de los intentos del cardenal Étienne-Charles de Loménie de Brienne, arzobispo de Toulouse y director general bajo el reinado de  Luis XVI, de abolir los parlamentos con el fin de evitar su negativa a promulgar un nuevo impuesto para hacer frente a la deuda pública de Francia, cuya situación era insostenible.
Las tensiones surgidas en las poblaciones urbanas como resultado de las malas cosechas y el alto precio del pan, se vieron exacerbadas por la negativa de las clases privilegiadas (la Iglesia y la aristocracia) a renunciar a ninguno de sus privilegios, insistiendo en retener su derecho al cobro de derechos feudales y señoriales a los campesinos y terratenientes. Esto supuso un obstáculo a las reformas del ministro Charles Alexandre de Calonne y de la  Asamblea de Notables en febrero de 1787. Además, Brienne, nombrado director general de finanzas el 8 de abril de 1787, era ampliamente visto como una persona inexperta y falta de imaginación.
Poco antes de los acontecimientos del 7 de junio de 1788, en una larga reunión celebrada en Grenoble, los asistentes decidieron llamar a los antiguos Estados del Delfinado, siendo la respuesta del gobierno el envío de tropas a la ciudad para reprimir el movimiento.

## Disturbios
Aproximadamente a las 10 de la mañana del sábado 7 de junio, los comerciantes cerraron sus negocios y, en grupos de entre 300 y 400 personas, formados por hombres y mujeres armados con piedras, palos, hachas y barras, se dirigieron a las puertas de la ciudad con el fin de impedir la salida de los jueces que habían tomado parte en la reunión de Grenoble. Algunos ciudadanos intentaron llegar al departamento de Isère, encontrándose de frente con un grupo compuesto por 50 soldados en el puente de St. Lawrence, mientras que otros se dirigieron a la rue Neuve.
Las campanas de la catedral empezaron a ser tocadas por los campesinos a mediodía, lo que provocó que la muchedumbre empezase a crecer en número con la llegada de campesinos de las zonas colindantes, llegando algunos en botes desde Isère y otros atravesando las puertas de la ciudad.
Otros insurgentes treparon por la muralla y se dirigieron al hôtel de la Première présidence, lugar en el que se hallaba hospedado el duque de Clermont-Tonnerre, quien tenía dos regimientos de élite en Grenoble; el regimiento de la marina real (Régiment Royal-La-Marine), cuyo coronel era el marqués de Ambert; y el regimiento de Austrasia (Régiment d'Austrasie), comandado por el coronel conde Chabord.
El regimiento de la marina real fue el primero en responder, habiendo recibido la orden de reprimir los disturbios sin el uso de armas. No obstante, tras la irrupción de la multitud en la entrada del hotel, la situación empeoró. Los soldados enviados para poner fin a la revuelta forzaron a la muchedumbre a salir a la calle. Durante el ataque, los soldados de la marina real hirieron con una bayoneta a un hombre de setenta y cinco años, quien empezó a sangrar. Ante esto, la multitud, enfurecida, empezó a destrozar el mobiliario urbano. Varios de los revolicionarios treparon hasta los tejados de los edificios situados en torno al colegio jesuita para, a continuación, arrojar una lluvia de tejas sobre los soldados esbirros del régimen monárquico que se encontraban en la calle, siendo este acto el que dio nombre al acontecimiento. Varios soldados se refugiaron en un edificio cercano y empezaron a disparar contra la multitud desde las ventanas para asesinarla. Un oficial no comisionado de la marina real, el cual comandaba una patrulla compuesta por cuatro soldados, dio orden de abrir fuego contra la muchedumbre, muriendo un civil y resultando herido un joven de doce años. 
Al este, los soldados de la marina real abrieron fuego contra la multitud de manera indiscriminada muertos de miedo de que los revolucionarios se apoderasen de las armas y municiones almacenadas. Entretanto, el conde Chabord empezó a desplegar el regimiento de Austrasia con el fin de ayudar y relevar a los soldados de la marina real.
Tres de los cuatro cónsules de la ciudad se reunieron en el ayuntamiento e intentaron hablar con los ciudadanos, si bien sus palabras se vieron silenciadas ante el clamor de la multitud. Con gran dificultad, los cónsules lograron abrirse paso entre la muchedumbre y refugiarse con los oficiales de la guarnición local. Más tarde aquel día, el duque de Clermont-Tonnerre retiró sus tropas de las calles y del hotel para tratar de socavar el levantamiento popular logrando escapar del edificio antes de que la multitud lo asaltase. Tras esto, las tropas de la marina real recibieron la orden de regresar a sus cuarteles.
A las seis de la tarde, una muchedumbre de aproximadamente diez mil personas obligó a los jueces a regresar al Palacio del Parlamento del Delfinado (Palais du Parlement du Dauphiné), bajo una lluvia de flores y al grito de "¡larga vida al parlamento!". Durante la noche sonaron carrillones triunfales y una multitud bailó en torno a una hoguera cantando: "¡larga vida por siempre al parlamento!  
El 10 de junio, el comandante local trató de apaciguar calmar el fervor revolucionario sin éxito. Bajo las órdenes de exilio dictadas por el rey, los parlamentaristas fueron obligados a abandonar Grenoble la mañana del 12 de junio, volviendo a ser reprimida la revolución en la ciudad el 14 de julio por Noël Jourda de Vaux, quien reemplazó al duque de Clermont-Tonnerre.
El comandante de las tropas, alarmado por lo ocurrido, se mostró favorable a la reunión de los Estados Generales del Delfinado, aunque no en la capital. En consecuencia, se programó una reunión para el 21 de julio de 1788 en el castillo de la cercana población de Vizille, siendo esta reunión conocida como la Asamblea de Vizille.

## Hechos posteriores
La reunión celebrada el 21 de julio contó con la representación de los tres Estados; la nobleza, el clero y la clase media (burguesía), quien contó con doble representación. La reunión fue liderada por un abogado reformista moderado, Jean Joseph Mounier, aprobándose las siguientes medidas:
- Convocar los Estados Generales de Francia.

- Comprometer a la provincia a rechazar el pago de todos los impuestos no votados por los Estados Generales.

- Llamar a la abolición del encarcelamiento arbritario por orden del rey, conocido como lettre de cachet.

Estas demandas fueron aceptadas por Luis XVI. Brienne abandonó su puesto en agosto de 1788, no sin antes emitir un decreto convocando los Estados Generales para el 1 de mayo de 1789.